# Pirottaea plantaginis
Pirottaea plantaginis är en svampart som beskrevs av Graddon 1990. Pirottaea plantaginis ingår i släktet Pirottaea, ordningen disksvampar, klassen Leotiomycetes, divisionen sporsäcksvampar och riket svampar.   Inga underarter finns listade i Catalogue of Life.